# Rolf Wainikka
Karim Rolf Wainikka, folkbokförd Vainikka, född 12 juli 1963, är en svensk tidigare handbollsmålvakt. Han spelade 20 landskamper för Sveriges landslag  mellan 1984 och 1993. Han spelade för IK Sävehof och HP Warta i högsta ligan (Allsvenskan/Elitserien, nuvarande Handbollsligan).

## Klubbar
- HP Warta (–1988)
- IK Sävehof (1988–1996)[1]
- HP Warta (1996–?)